# Sonoda megalophthalma
Sonoda megalophthalma és una espècie de peix pertanyent a la família dels esternoptíquids.

## Descripció
- Fa 6 cm de llargària màxima.
- Cos pàl·lid groguenc o blanquinós.[5][6]

## Hàbitat
És un peix marí i bentopelàgic que viu entre 503 i 548 m de fondària.

## Distribució geogràfica
Es troba a l'Atlàntic occidental: el mar Carib i Nicaragua.

## Observacions
És inofensiu per als humans.